# 熊谷さくらマラソン大会
熊谷さくらマラソン大会（くまがや さくらマラソンたいかい）は、埼玉県熊谷市で毎年3月の第4日曜日に実施される市民マラソン大会。

## 概要
- 2010年で20回を数えたため、同大会は「第20回記念熊谷さくらマラソン大会」となっていた。2020年では30回を数える為、同様となる予定だったが、新型コロナウイルス感染防止の為、開催が中止となった。
- 日本さくら名所100選の一つである、熊谷桜堤がある熊谷市が、「さくらのまち熊谷」としてのまちづくりの一環として企画された。
- 熊谷運動公園陸上競技場をメインスタンドとしている。
- 一部区間、熊谷桜堤沿いを走り（ハーフ・10kmのみ）、「桜の名所を駆け抜ける」ことを売りの一つにしているが、熊谷において開催日である3月の第4日曜日は、例年桜が開花し始めた頃に当たり、満開の桜の下を走る風景は極めて珍しい。
- 特別招待選手を毎年招いている。

## 主催
- 熊谷市・熊谷市教育委員会・（公財）熊谷市スポーツ協会・同大会実行委員会

## 種目
- ハーフマラソン
- 10キロメートル
- 5キロメートル
- 2.5キロメートル
- 1.5キロメートル
- 親子1.5キロメートル

## コース
- ハーフ
  - 熊谷運動公園入口→セキチュー熊谷小島店前（南側）→熊谷桜堤→市役所通り→星川通り→石原→熊谷貨物ターミナル駅付近→籠原駅南口→さくらめいと付近→熊谷運動公園北側→熊谷運動公園陸上競技場
- 10km
  - セキチュー熊谷小島店前（南側）→熊谷桜堤→市役所通り→星川通り→石原→熊谷貨物ターミナル駅付近→セキチュー熊谷小島店付近（北側）→熊谷運動公園陸上競技場
- 5km
  - 熊谷運動公園入口→セキチュー熊谷小島店付近（西側）→熊谷貨物ターミナル駅付近→熊谷運動公園（北側）→熊谷運動公園陸上競技場
- 2.5km
  - 熊谷運動公園入口→セキチュー熊谷小島店前（南側）→熊谷運動公園（北側）→（折り返し）→熊谷運動公園（北側）→熊谷運動公園陸上競技場
- 1.5km
  - 熊谷運動公園入口→セキチュー熊谷小島店前（南側）→熊谷運動公園陸上競技場